# Nanako Takushi
Pour les articles homonymes, voir Nana.
Nanako Takushi (澤岻奈々子, Takushi Nanako, née le 25 mars 1976 à Okinawa, Japon), plus connue sous son nom de scène Nana, est une chanteuse japonaise, occasionnellement actrice. Elle débute en 1992 en formant le groupe d'idoles japonaises Super Monkey's avec Namie Amuro, avant de former le groupe MAX en 1995 avec trois autres membres du groupe, Mina, Lina, et Reina. Elle connait le succès avec MAX, et joue dans quelques films et drama, seule ou avec le groupe.

## Filmographie
Films
- 1996 : Ladie's MAX
- 1997 : Ladie's MAX: Give me a Shake
- 2001 : Starlight

Drama
- 1998 : Sweet Devil
- 2007 : Churusan 4